# Краснотуринск
Краснотуринск (на руски: Краснотурьинск) е град на областно подчинение в Свердловска област, Русия. Населението на града към 1 януари 2018 година е 57 008 души.

## История
Селището е основано през 1758 година, през 1944 година получава статут на град.